# 国家战争纪念碑 (渥太华)

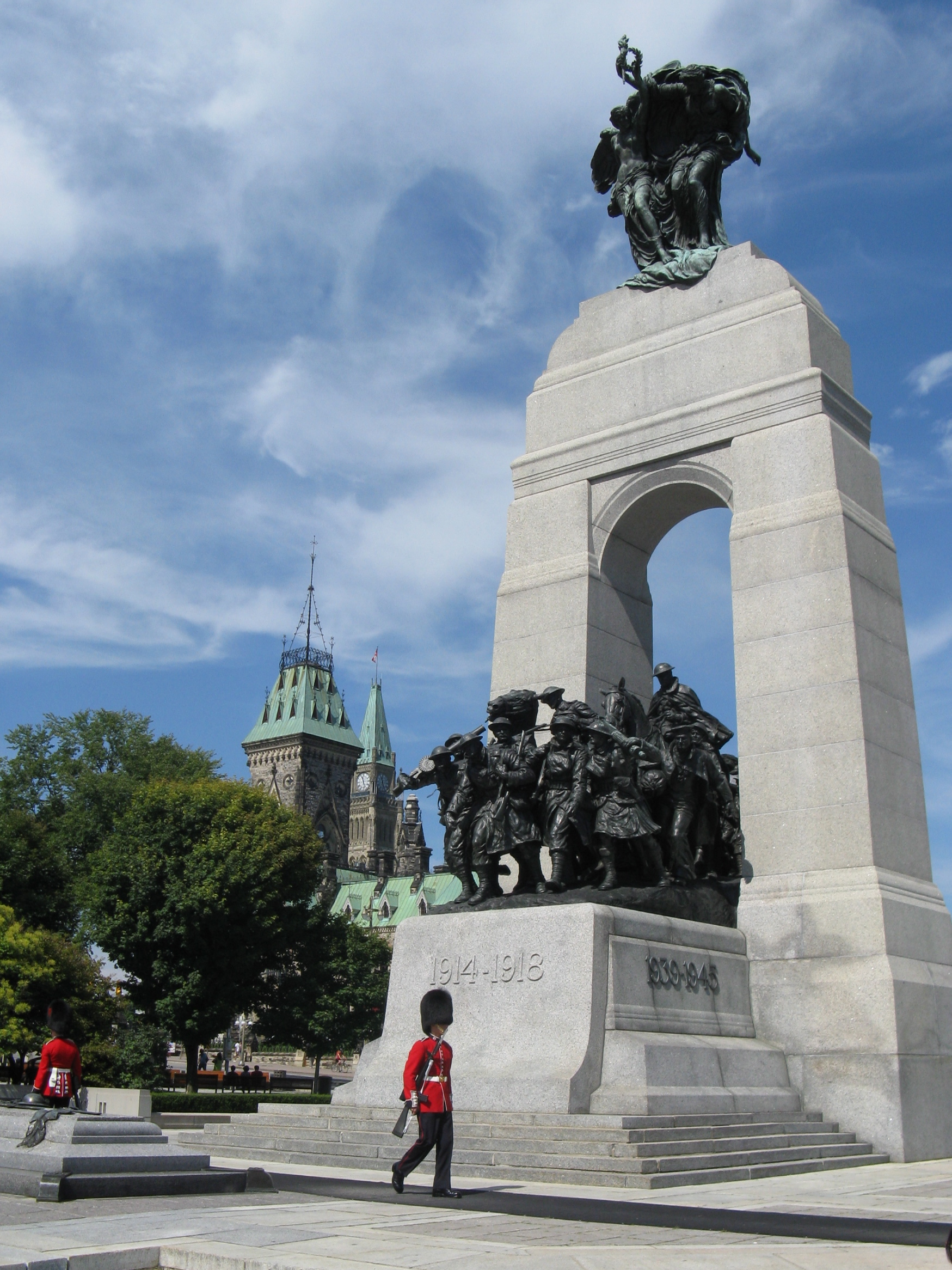

国家战争纪念碑（英语：National War Memorial，法语：Monument commémoratif de guerre）是加拿大渥太华一个高大的花岗岩纪念拱门，是联邦广场的焦点，靠近国会山。它建造的初衷是为了纪念在第一次世界大战中阵亡的加拿大人，1939年由英国雕塑家Vernon March设计，同年5月21日由国王乔治六世揭幕。在1982年增加纪念在第二次世界大战和朝鲜战争中的阵亡者，在2014年再次增加纪念第二次布尔战争和阿富汗战争的阵亡者，以及在过去和未来的所有冲突中丧生的所有加拿大人。2000年在纪念碑前增設無名戰士墓。
国家战争纪念碑总高21.34 米，拱门本身宽3.05米，深2.44米，高8.03米。建造材质为503吨的加拿大花岗岩和32吨青铜。